# Opéra-Comique de Berlin
Pour les articles homonymes, voir Opéra-comique (homonymie).
L'Opéra-Comique de Berlin (allemand : Komische Oper Berlin) est un opéra berlinois et une troupe d'opéra allemande spécialisée dans les opéras, opérettes et comédies musicales en langue allemande.

## Histoire

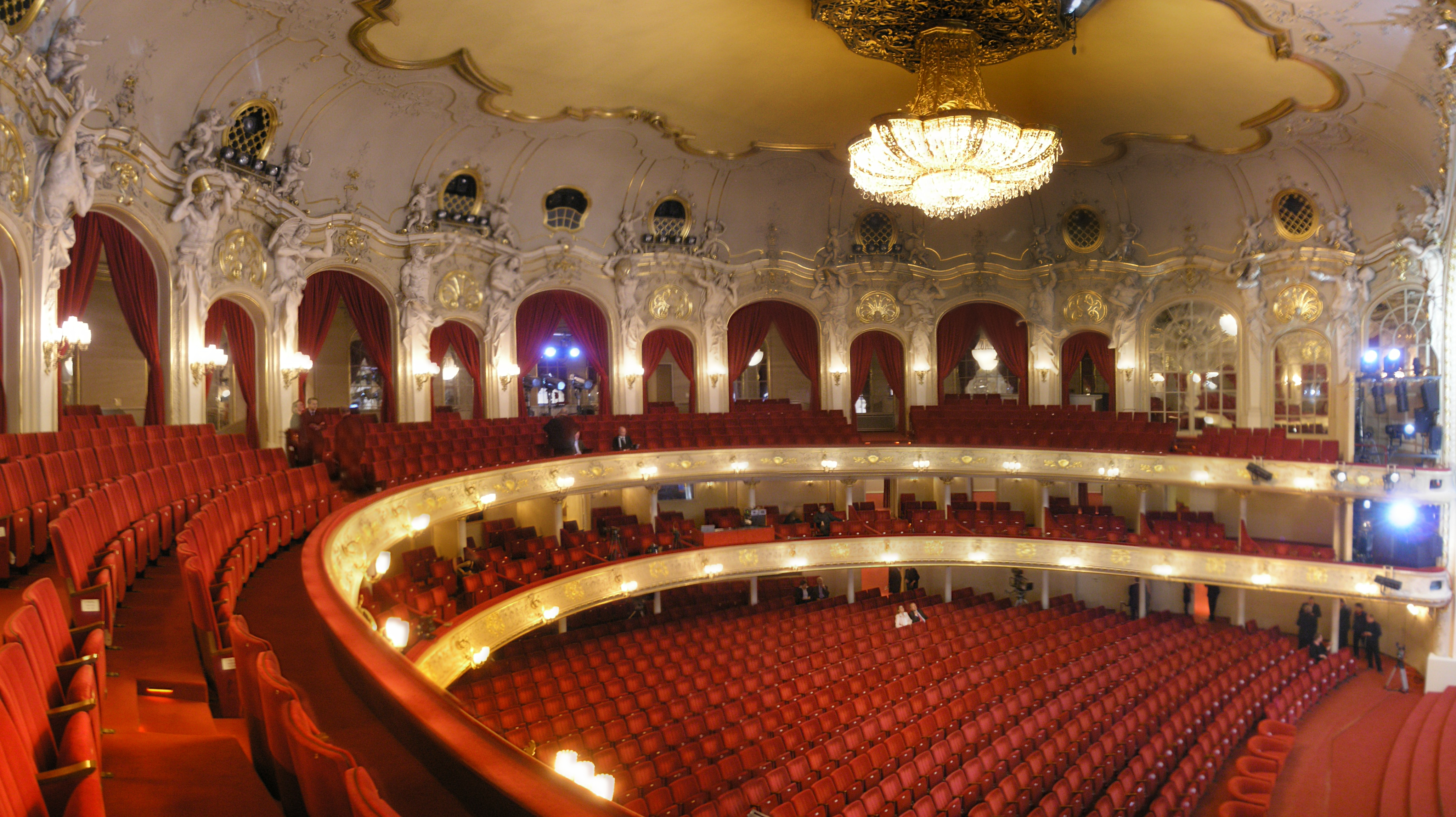
Intérieur

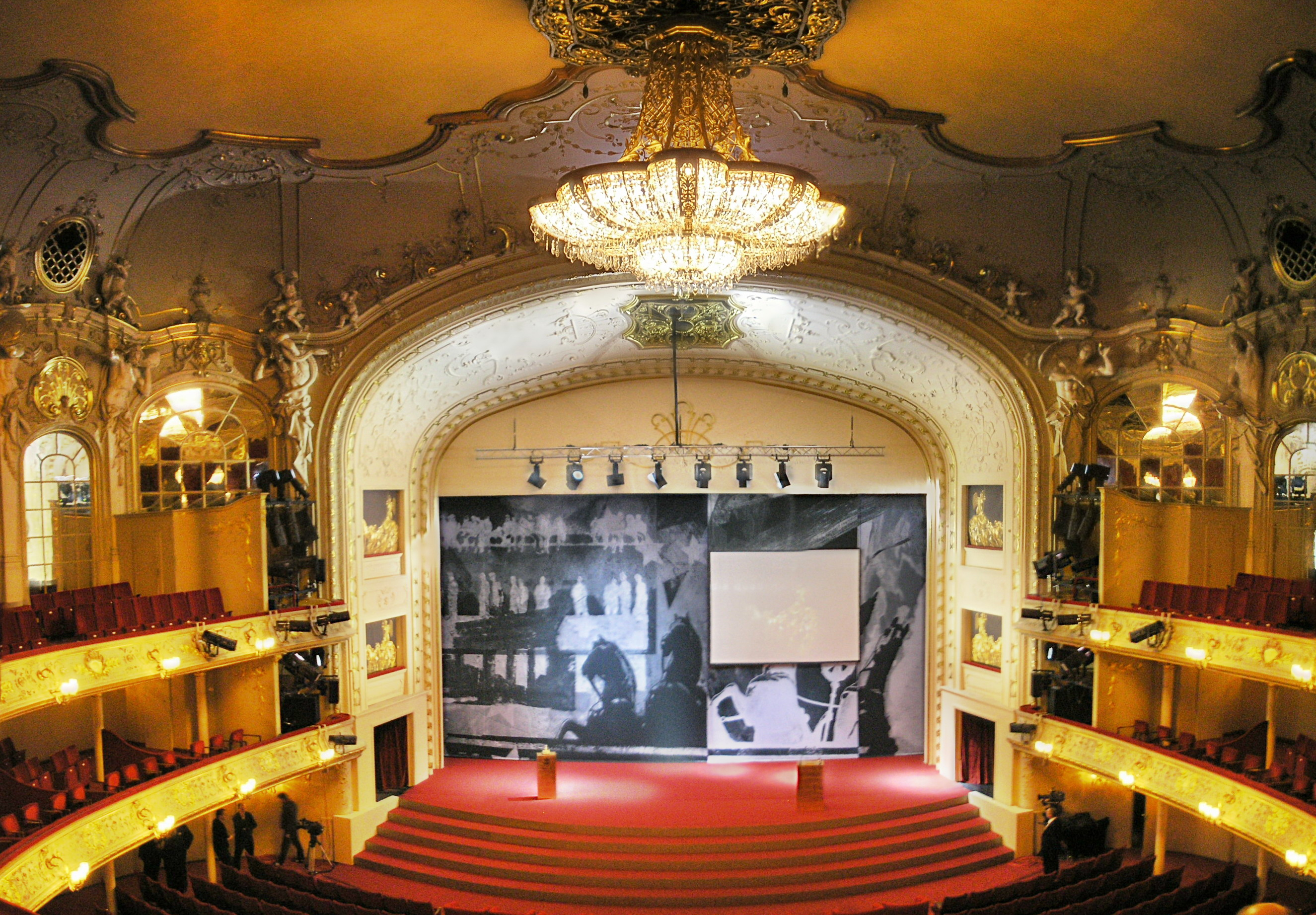
Scène

Le théâtre a été construit entre 1891 et 1892 par les architectes Ferdinand Fellner et Hermann Helmer pour une société privée. Il a ouvert ses portes pour la première fois le 24 septembre 1892 sous le nom de "Theater Unter den Linden" avec l'opérette Daphne and Gaul d'Adolf Ferron et le ballet Die Welt in Bild und Tanz de Haßreiter.
Le théâtre était avant tout un véhicule pour l'opérette mais il était également utilisé pour divers autres événements et bals. Environ 800 personnes pouvaient s'asseoir dans les stalles et les balcons et diverses salles à manger en suite abritaient environ 1 700 places supplémentaires. Ses directeurs ont fait faillite en 1896 et le théâtre a été contraint de fermer ses portes.
Le 3 septembre 1898, le théâtre a rouvert ses portes sous le nom de Metropol-Theater avec la revue Paradies der Frauen de Julius Freund. Il est ensuite devenu l'un des théâtres de variétés les plus célèbres et les plus populaires de Berlin. Dans les années 1920 et au début des années 1930, il a été loué par les frères Alfred et Fritz Rotter. Sous leur direction, il a vu les premières de deux opérettes de Franz Lehár - Friederike (opéra) en 1928 et Das Land des Lächelns en 1929, toutes deux interprétées par Richard Tauber. Cependant, en raison du déclin des variétés et des spectacles de music-hall, le théâtre est à nouveau fermé en 1933.
En 1934, le théâtre est nationalisé et rebaptisé Staatliches Operettentheater. Il a fonctionné dans le cadre des programmes de divertissement et de loisirs nazis. Pendant la Seconde Guerre mondiale, l'auditorium a été endommagé par un bombardement allié le 7 mai 1944. La façade, le hall d'entrée et les peintures murales du plafond de l'auditorium ont été détruits par les bombes le 9 mars 1945.
Après la guerre, le théâtre se trouvait en Allemagne de l'Est, étant donné que le bâtiment se trouvait dans la partie orientale de Berlin. Après des travaux de réparation et une reconstruction provisoire, le théâtre a rouvert ses portes le 23 décembre 1947, sous le nom de Komische Oper, avec l'opérette Die Fledermaus de Johann Strauss.
Les années 1950 ont été marquées par de nombreuses modifications et extensions. Le théâtre a été entièrement reconstruit en 1965/1966 par le cabinet d'architectes Kunz Nierade, qui a ajouté des extensions fonctionnelles et donné au théâtre un tout nouvel aspect extérieur pour rouvrir ses portes le 4 décembre 1966, avec Don Giovanni de Mozart. L'auditorium a fait l'objet d'une nouvelle restauration en 1986, et la technologie scénique a été modernisée en 1989. 
Aujourd'hui, le théâtre peut accueillir 1 270 personnes.

## Directeurs musicaux
- Kurt Masur (1960–1964)
- Géza Oberfrank (1973–1976)
- Rolf Reuter (1981–1993)
- Yakov Kreizberg (1994–2001)
- Kirill Petrenko (2002–2007)
- Carl St. Clair (2008–2010)
- Patrick Lange (2010–2012)
- Henrik Nánási (2012–2018)
- Ainārs Rubiķis (2018–present)

## Récompenses
- Deux International Opera Awards dans la catégorie « Compagnie d'opéra » (2015 et 2024)[1],[2]